# Eoasthena extranea
Eoasthena extranea är en fjärilsart som beskrevs av Louis Beethoven Prout 1934. Eoasthena extranea ingår i släktet Eoasthena och familjen mätare. Inga underarter finns listade i Catalogue of Life.